# Torres Quetzalcóatl
Las Torres Quetzalcoátl son dos edificios departamentales y hoteleros ubicados en la ciudad de Coatzacoalcos, desarrollado por el grupo inmobiliario Odnalor. Se encuentran ubicados entre el malecón costero y la calle Carlos Gómez. Las Torres tienen una altura de 50 m. Actualmente son los segundos edificios más altos de la ciudad de Coatzacoalcos.
Cuando se Terminaron Fueron los edificios más altos de Coatzacoalcos hasta 2017 cuando fueron superadas por las Torres Mayabá.

## Datos clave
- Altura: 50 m
- Pisos- 2 estacionamientos incluidos y 12 niveles de departamentos
- Las Torres Quetzalcoatl estan a 179 metros de las Torres Mayabá
- Rango:
  - En Coatzacoalcos: 2º lugar
  - En Veracruz 45º lugar